# Anarolius jamshidi
Anarolius jamshidi är en tvåvingeart som beskrevs av Abbassian-lintzen 1964. Anarolius jamshidi ingår i släktet Anarolius och familjen rovflugor. Inga underarter finns listade i Catalogue of Life.